# فين بالور
فيرغال ديفيت  (بالإنجليزية: Finn Bálor)‏ (ولد في 25 يوليو 1981), هو مصارع أيرلندي محترف، موقع لـ دبليو دبليو إي ويصارع في عرض راو تحت أسم  فين بالور  .
ديفيت أصبح معروف حينما كان يصارع في نيو جابان برو رسلينق كـ برينس ديفيت ، حيث كان ثلاث مرات بطل IWGP للوزن المتوسط وستة مرات بطل IWGP لفرق الوزن المتوسط الزوجية، حاملا البطولة مرتين مع مينورو وأربع مرات مع ريوسكي تاقوشي. هو أيضا فائز مرتان بدورة بيست أوف سوبر جونيورز، فائزا بها عام 2010 وعام 2013، وكذلك كونه عضو مؤسس لعصابة بولت كلوب. وخلال شراكة نيو جابان برو رسلينق مع الأتحاد المكسيكي كونسيخو مونديال دي لوتشا ليبري، ديفيت أيضا صارع هناك وأصبح بطل NWA العالم التاريخي للوزن المتوسط. هو أيضا صارع لعدة منظمات مستقلة، حيث هو بطل مرة واحدة لبطولة ICW زيرو-جي ومرة واحدة لبطولة RPW بريتش للوزن المتوسط ومرتان بطل بطولة NWA بريتش كومونويلث للوزن الثقيل.
بعد أن وقع للأتحاد التطويري التابع لدبليو دبليو إي، أن أكس تي، بالور أصبح بطل بطولة أن أكس تي بالأضافة لكونه أطول شخص حمل البطولة في التاريخ بعدد 292 يوم (دبليو دبليو إي تعتمدها 293 يوم). بعدها بفترة صعد للعروض الرئيسية، بالور أصبح أول مصارع في تاريخ دبليو دبليو إي يفوز ببطولة عالم في أول مباراة عرض شهري له. وأيضا أصبح أسرع مصارع يفوز ببطولة عالم في تاريخ دبليو دبليو إي بعدد 27 يوم منذ صعوده للعروض الرئيسية بكونه البطل الأول لبطولة يونيفرسل. بالرغم من ذلك، أضطر للتخلي عن البطولة بعدها بيوم بسبب أنه عانى من أصابة في الكتف خلال المباراة.

## مسيرته في مصارعة المحترفين

### النشأة (2000–2007)
بعد تدربه في NWA UK هامرلوك، ديفيت صارع لأول مرة معهم في 2000 بعمر 18، بعدها بفترة أصبح بطل بطولة NWA بريتش كومونويلث للوزن الثقيل. بعد التخرج، مسيرته في المصارعة بدت بسرعة، وبدا يتجول في أيرلندا والمملكة المتحدة والولايات المتحدة. في منتصف 2002، ديفيت مع باول تراسي، قاموا بفتح NWA أيرلندا، منظمته الخاصة بالمصارعة في ايرلندا. المنظمة أصبحت شقيقة لمنظمة NWA UK هامرلوك تحت مظلة NWA . وخلال وقته في NWA أيرلندا ديفيت درب مصارعة WWE المستقبلية بيكي لينش.

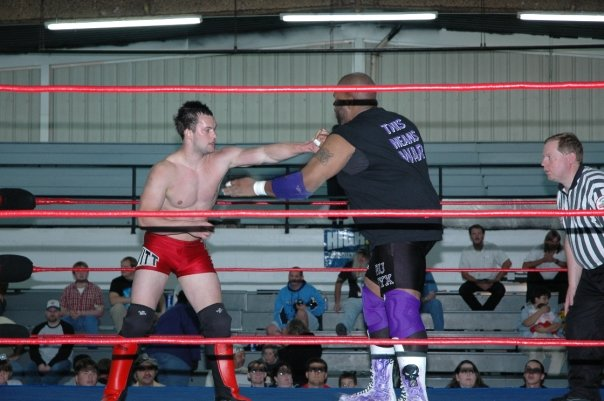
ديفيت في مباراته أمام درو أونكس.

في 8 أكتوبر 2005، في ناشفيل تينيسي، بعرض الأحتفالية ال57 لNWA ، ديفيت أنتصر على درو أونكس ليربح بطولة NWA بريتش كومونويلث للوزن الثقيل للمرة الثانية. بعد المباراة الأثنان تم دعوتهم لدوجو (مركز تدريب) نيو جابان في سانتا مونيكا، كاليفورنيا للتدريب. وفي نهاية 2005، ديفيت أصبح أيضا يصارع لمنظمة المصارعة الأمريكية ميلينوم رسلينق فيدريشن. ظهر لأول مرة في مباراة ثلاثية بعرض سول سرفايفر 3 في 5 نوفمبر، متحديا على بطولة التلفاز ضد البطل أيدي أدواردز وجون والترز. ظهر لأول مرة على التلفاز في نسخة نوفمبر من MWF Ultra ، في مباراة امام أوسروس. وبعد أعجاب العديد من المدربين والمروجين، تمت دعوته للدوجو الرئيسي لنيو جابان في توكيو، وفي بداية 2006 بدا التدرب على الأسلوب الياباني في مصارعة المحترفين. خسر بطولة NWA بريتش كومونويلث للوزن الثقيل لصالح كارل أندرسون في مارس 2006.
في يونيو 2007، ديفيت شارك في دورة لناشونال رسلينق ألاينس (NWA) دورة ريكليمنق ذا قلوري، التي كانت لتحديد بطل NWA للوزن الثقيل. البطولة كانت تدار من قبل توتال نون ستوب أكشن ريسلنغ لعدة سنوات، ولكن في 2007 تم سحب البطولة منهم. وفي الجولة الأولى، ديفيت أنتصر على المصارع الأسترالي ميكي نيكولس، ولكنه خسر في الجولة الثانية لصالح براين دانيلسون.

### نيو جابان برو ريسلينغ

#### كنترول تيرورزم يونت أند رايز (2006–2008)
في اليوم التالي بعد خسارته لبطولة بريتش كومونويلث، ديفيت وقع عقد مع [نيو جابان برو رسلينغ (أن جي بي دبليو NJPW) في مارس 2006. في أبريل 2006، ظهر لأول مرة مع NJPW في مباراة أمام أل ساموراي، مستخدما أسم الحلبة برينس ديفيت. ديفيت بعدها قال في مقابلة مع باور سلام أن نيو جابان قاموا بأعادة تسميته برينس ديفيت (الأمير ديفيت) لان لا أحد من اليابانين يستطيع نطق أسمه. كان من المقرر أن يتم تسميته كينج ديفيد (الملك ديفيت)، حتى قاموا الناس بالتسائل لماذا شخص عمره 24 سنة يكون كينج (ملك). في النهاية، سيمون أينوكي أتى بأسم برينس ديفيت، الذي فضله ديفيت أيضا. في مايو 2006، نيو جابان أطلقت عروض خاصة، وديفيت تم أرساله لعرض رسل لاند، ظاهرا بقناع كبيجاسوس كيد الثاني، مما أدى لمقارنة ديفيت لبيجاسوس كيد الأصلي، كريس بنوا.
وخلال جولته مع ني في أواخر أغسطس وبداية سبتمبر، عاد يصارع مرة أخرى كـ برينس ديفيت، مستخدما شخصية النجم الأيرلندي. وبعدها تحول للشخصية المكروهة وتعاون مع كونترول تيرورزم يونت (CTU) كدور متدرب لهم. وخلال تعاونه مع CTU ، دخل في سلسلة خسائر، مما أزعج زملائه لدرجة أنهم لا يريدون أن يرتبطوا بعلاقة أي شي معه. مما أدى إلى أعطائه فرصة أخيرة في 6 أكتوبر، حين ظهر في العرض وأعجب زملائه كفاية لجعله يستمر معهم. وليثبت وضعه مع العصابة، ديفيت تعاون مع زعيم CTU ، جوشن ثوندر ليغر لينافسوا واتارو أنوي وريوسكي تاجوشي. وفي تطور ضخم، ديفيت كان هو الشخص الذي يقوم بتثبيت أنوي بعد حركة براينبستر. ومن بعدها تم اعتماد كونه عضو أساسي في عصابة CTU.
زخمه توقف في يناير 2007، حين عانى من أصابة في ركبته، مما جعله يبتعد عن المنافسة في نيو جابان حتى مايو من ذلك العام. بعد عودته من الأصابة، عاد للمنافسة مظهرا أداء رائع وكان يوصف من قبل زميله في الفريق مينورو، كالفائز في دورة بيست أوف سوبر جونيرز. ولكن، حين بدات الدورة لم يستطع ديفيت أحراز أي نقطة وأقصى من البداية. بعد نهاية CTU في أغسطس 2007، ديفيت ومينورو أنضموا لفريق رايز، مشكلين فريق زوجي تحت أسم «برينس برينس» في أشارة إلى أسم ديفيت ولقب مينورو «بلاك برينس». في نوفمبر 2007، TNA عملت جولة في اليابان، خلالها خسر ديفيت ومينورو من مصارعين TNA سينشي وكريستوفر دانيلز.
في 27 يناير 2008، ديفيت ومينورو فازوا ببطولة IWGP الجونيور للفرق، وهذه كانت أول بطولة فرق زوجية كبيرة يربح بها ديفيت. خسروا البطولة لصالح أكيرا وجوشن ثوندر ليغر في فبراير، قبل أن يستعيدوا البطولة في 21 يوليو. بعد فترة حمل دامت لقرابة الثلاث شهور خسروا البطولة لصالح فريق نو ليميت (تيتسويا نايتو ويوجيرو) في أكتوبر.

#### أبولو 55 (2009–2013)
ديفيت تعاون مع ريوسكي تاقوشي وشكلوا فريق أبولو 55 (باللغة اليابانية: アポロ・ゴー・ゴー النطق الياباني: Aporo Gō Gō) وفي 5 يوليو 2009 بعرض كركت 2009 نيو جابان سول أنتصروا على ذا موتور سيتي مشين غن (أليكس شيلي وكريس سابين) ليربحوا بطولة IWGP لفرق الوزن المتوسط الزوجية. في 30 مايو، ديفيت دخل في دورة بيست أوف سوبر جونيورز. وبعد أن فاز في مجموعته ديفيت تأهل لنصف النهائي، وأنتصر بها على كوتا أيبوشي. في النهاية، ديفيت خسر في نهائي الدورة لصالح كوجي كانيميوتو. في ديسمبر، ديفيت دخل دورة كاس سوبر جي 2009 . وأنتصر على أتسوشي أوكي ودانشوكو دينو وياماتو، ديفيت مرة أخرى خسر في النهائي، ولكن هذه المرة لصالح ناوميشي ماروفوجي. في 4 يناير 2010 بعرض رسلكينقدوم IV في توكيو دوم، ديفيت وتاقوشي دافعوا بنجاح عن بطولة IWGP لفرق الوزن المتوسط الزوجية أمام أفيرنو وألتيمو قيرورو. في 21 أبريل، ديفيت وتاقوشي تم سحب البطولة منهم لعدم دفاعهم عنها لمدة 30 يوم. في 8 مايو، الأثنان دخلوا دورة سوبر جي للفرق الزوجية في محاولة لأستعادة بطولتهم، ولكنهم خسروا في النهائي لصالح أل ساموراي وكوجي كانيموتو.

#### بولت كلوب(2013–2014)

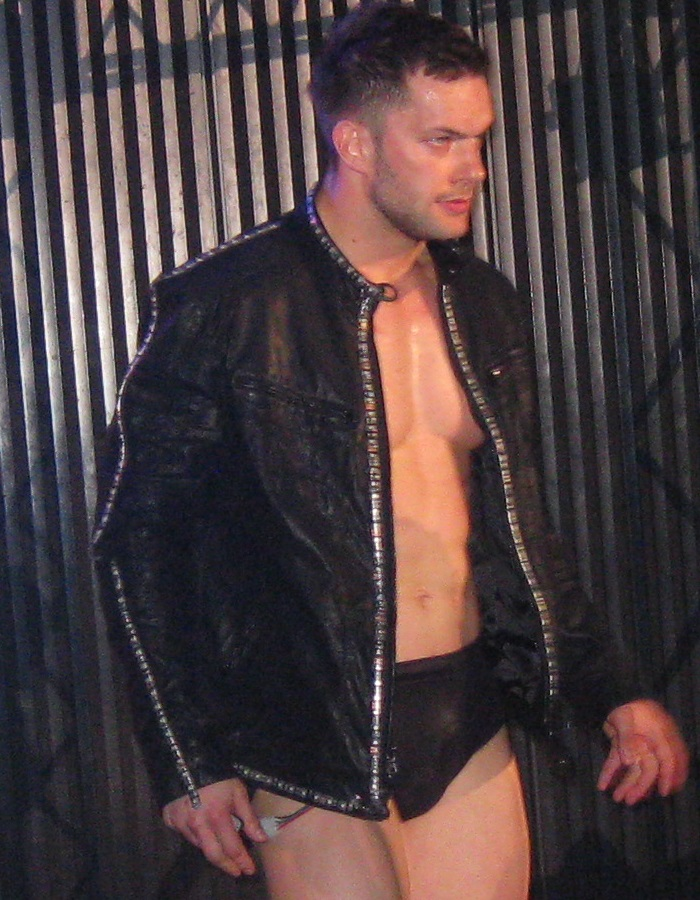
ديفيت في يونيو 2013.

أول مباراة بين الزميلان السابقين في فريق أبولو 55 حدثت في 3 مايو بعرض رسلينق دونتاكو 2013، حين أنتصر ديفيت وفالي على ريوسكي تاقوشي وكابتن نيو جابان في مباراة فرق زوجية. لاحقا في ذلك الحدث، ديفيت أنضم لهم كل من كارل أندرسون وتاما تونقا ليهاجموا هيروشي تاناهاشي. الفريق الجديد أصبح يعرف بأسم «بولت كلوب» (نادي الرصاصة). في 24 مايو ديفيت دخل في دورة بيست أوف سوبر جونيورز 2013، وقد نجح بالفوز في مجموعته بسجل نظيف من الخسارة وثمانية أنتصارات، في غالب الوقت يفوز بمساعدة زملائه بفريق بولت كلوب. في 9 يونيو، ديفيت أنتصر على كيني أوميغا في مباراة النصف النهائي وبعدها على أليكس شيلي في النهائي ليفوز بثاني دورة بيست أوف سوبر جونيورز له. بعد الأنتصار، ديفيت تحدى هيروشي تاناهاشي، واضع هدف جديد له وهو أن يصبح أول مصارع يحمل بطولة IWGP للوزن المتوسط وبطولة IWGP للوزن الثقيل في الوقت نفسه.

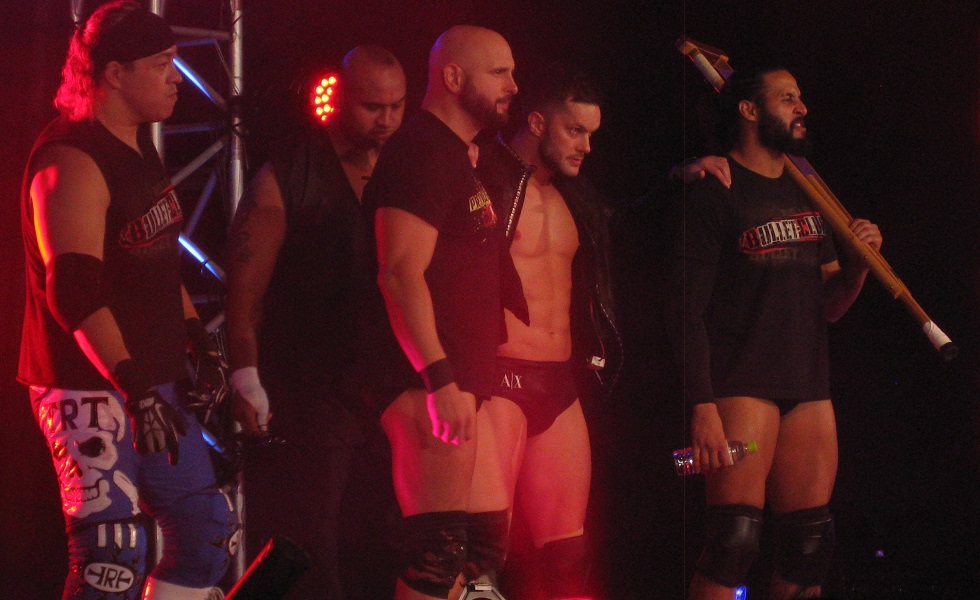
ديفيت مع فريق بولت كلوب في سبتمبر 2013.

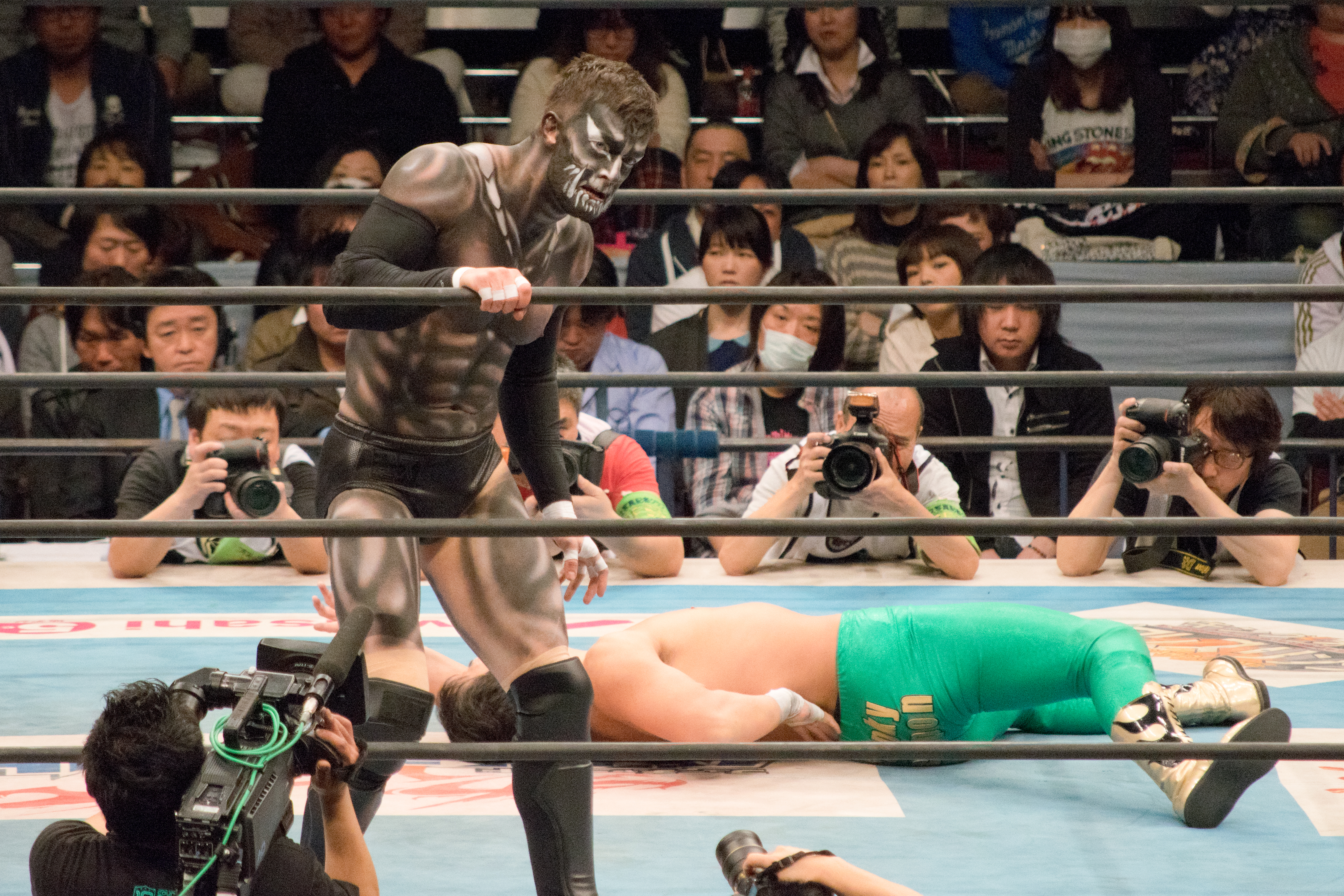
ديفيت في أخر مباراة له مع نيو جابان أمام ريوسكي تاقوشي بعرض أنفاجن أتاك 2014.

في 22 يونيو بعرض دومنين 6.22، ديفيت انتصر على تاناهاشي بمساعدة فريق بولت كلوب ليربح فرصة على بطولة IWGP للوزن الثقيل. لاحقا في ذلك الحدث، بطل الوزن الثقيل وقتها كازوشيكا اوكادا قبل تحدي ديفيت على اللقب على شرط انه يجب ان يدافع عن بطولة IWGP للوزن المتوسط امام زميله بفريق كايس قيدو اولا. في 5 يوليو، ديفيت انتصر قيدو في رابع دفاع ناجح له عن اللقب، متاهل لمنافسة بطل IWGP للوزن الثقيل كازوشيكا اوكادا. مباراة البطولة حدثت في 20 يوليو وقد نجح أوكادا بالأنتصار على ديفيت، على الرغم من تدخل فريق بولت كلوب. في 1 أغسطس ديفيت انتصر على اوكادا، بمساعدة فالي، في الحدث الرئيسي لأول يوم في دورة جي1 كليمكس 2013. وعلى الرغم من فوزه على ثلاثة أبطال سابقين لبطولة IWGP للوزن الثقيل هيروشي تاناهاشي وساتوشي كوجيما وتوجي ماكابي، ديفيت فشل في الفوز بمجموعته، منهيا برصيد خمسة أنتصارات وأربعة خسائر. العداوة بين ديفيت وتاناهاشي أنهيت في مباراة من نوع لمبرجاك ديثماتش في 29 سبتمبر بعرض دستراكشن، وكان الفائز في المباراة تاناهاشي.
ومع وضع عداوته مع تاناهاشي بالخلف، ديفيت دخل في عداوة جديدة مع توجي ماكابي، الذي كان سببا رئيسيا في مباراة اللمبرجاك ديثماتش. في الوقت نفسه، ديفيت أيضا حصل على متحدي جديد على بطولة IWGP للوزن المتوسط، المنضم حديثا لنيو جابان كوتا أيبوشي، الذي قد ثبته في مباراة فرق زوجية في 9 نوفمبر في عرض باور سترقل، حين خسر ديفيت وباد لك فالي لصالح ايبوشي وماكابي. ومن 23 نوفمبر إلى 7 ديسمبر، ديفيت وفالي شاركوا في دوري الفرق العالمية 2013، حيث انهوا بمعدل ثلاثة أنتصارات وثلاثة خسائر، مع خسارة للذين لم يفوزوا كابتن نيو جابان وهيروشي تاناهاشي في أخر يوم مكلفا أياهم التأهل لنصف النهائي.
في 4 يناير 2014 بعرض رسلكينقدوم 8 في توكيو دوم، فترة حمل ديفيت التي أستمرت لمدة أربعة-عشر شهر أنتهت، حين خسر البطولة لصالح كوتا أيبوشي في خامس دفاع له عن اللقب. ديفيت صارع كامل المباراة بطلاء وجه وطلاء جسم، الذي أستمر بأستخدامهم لمبارياته الكبيرة مع نيو جابان برو رسلينق. في اليوم التالي، ديفيت تمت مهاجمته من قبل العائد ريوسكي تاقوشي، الذي كان مصابا في أخر سبعة شهور، مشعلين العداوة من جديد بين الزملاء السابقين. في 6 أبريل بعرض أنافجن أتاك 2014، بعد عام كامل من تفكيك أبولو 55، ديفيت واجه ريوسكي تاقوشي في مباراة فردية . وخلال المباراة، ديفيت أخبر ذا يونق باكس (مات ونيك جاكسن)، العضوان الجديدان بفريق بولت كلوب، أن لا يتدخلوا في المباراة، مما أدى إلى أنقلابهم عليه. في النهاية، تاقوشي أنتصر على ديفيت، وبعدها تصافحا الأثنان منهيا العداوة التي بينهم. في اليوم التالي، نيو جابان أعلنت عن أستقالة ديفيت من المنظمة.

### دبليو دبليو إي

#### أن أكس تي(2014–2016)

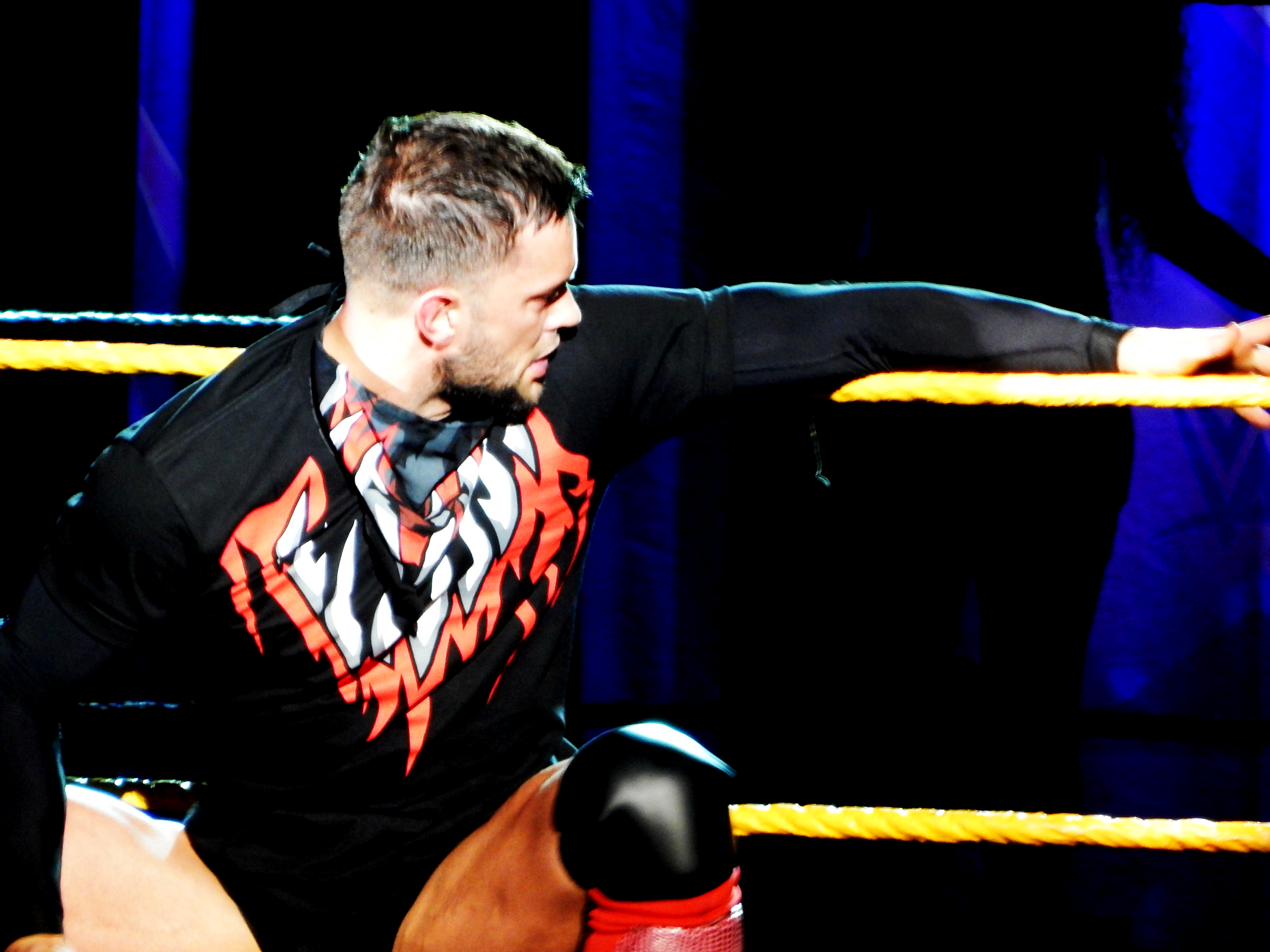
بالور بعرض محلي في مايو 2015.

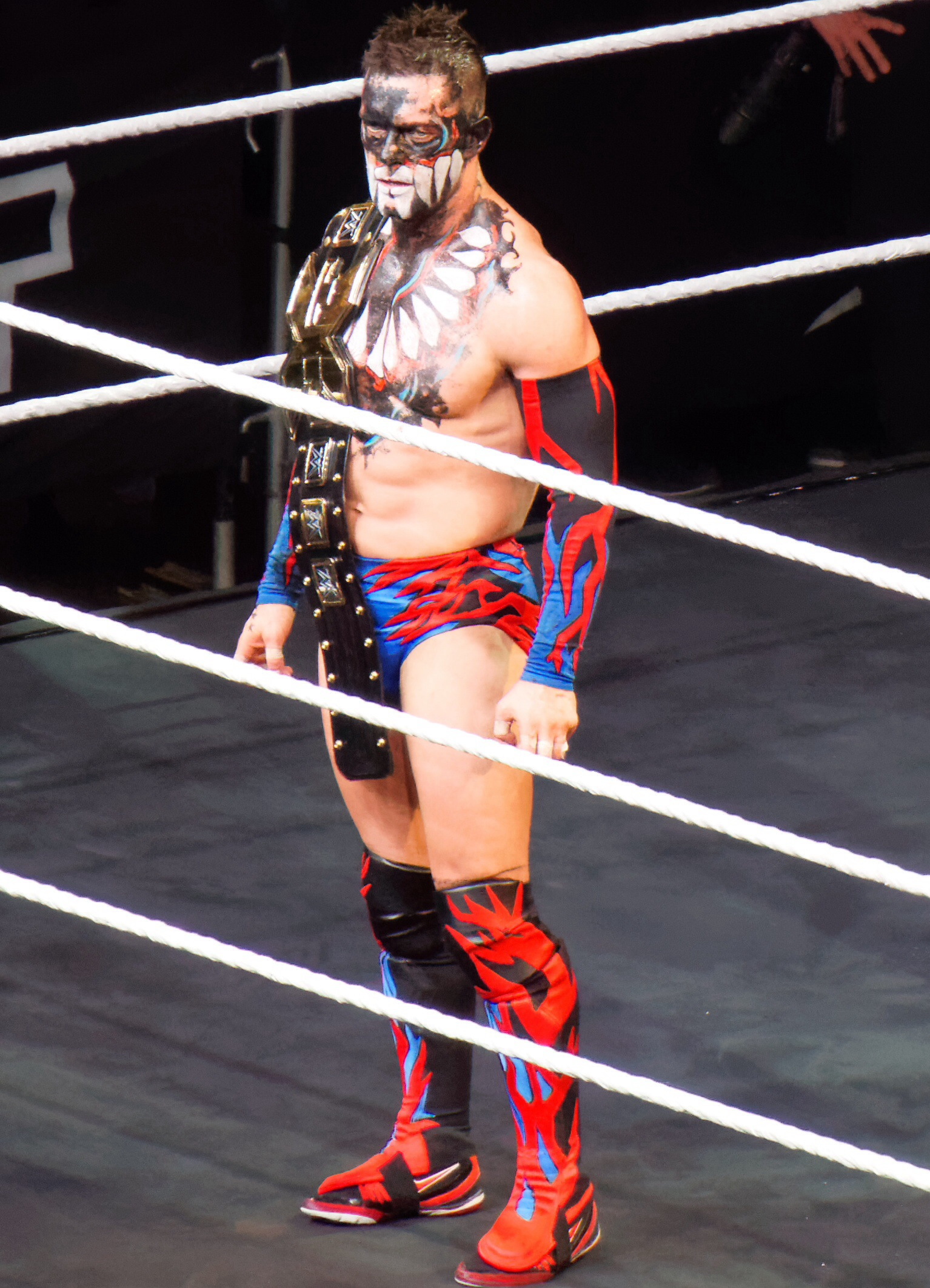
بالور بعد أن نجح في الدفاع عن بطولة إن إكس تي في أبريل 2016.

في 15 مايو 2014، ظهرت أخبار حول توقيع ديفيت مع دبليو دبليو إي وأنه سينظم لأن أكس تي، الأتحاد التطويري لدبليو دبليو إي، بعد أن ينتهي من أجراءات تأشيرته. في 28 يوليو، أكدت دبليو دبليو إي توقيع ديفيت معهم وأعلنت أنه سينظم لأن أكس تي في نفس اليوم. في 24 سبتمبر، تم الأعلان عن أسمه في الحلبة الجديد وهو فين بالور، مستوحى من الشخصيات الأيرلندية الأسطورية فين ماكول وبالور (التي أيضا تعني «الشيطان الملك» باللغة الغيلية) بالور ظهر لأول مرة في أن أكس تي في اليوم التالي، مساعدا هيديو أيتامي ضد ذا أسنشين (كونر وفيكتور). في مباراته الأولة في 23 أكتوبر، هو وهيديو أيتامي انتصروا على جستين غابرييل وتايسون كيد. وبعد العداوة مع ذا أسنشين، بالور وهيديو أيتامي انتصروا عليهم بعرض أن أكس تي تايك أوفر: أر أيفلوشن في 11 ديسمبر. بالور أيضا دخل بطلائه الشهير لأول مرة في ذلك اليوم. بالور بعدها دخل دورة تحديد المنافس الأول على بطولة إن إكس تي، منتصرا على كيرتس آكسل في الجولة الأولى. هيديو أيتامي في النصف النهائي، وأدريان نيفل في النهائي بعرض أن أكس تي تايك أوفر: ريفل. بالور لعب مباراته التي على البطولة أمام كيفن أوينز في 25 مارس ولكنه لم ينجح.
بعد هزيمته لتايلر بريز في 20 مايو بعرض أن أكس تي تايك أوفر: أنستوبيبل، بالور تلقى فرصة ثانية على البطولة ضد كيفن أوينز في عرض ذا بيست إن ذا إيست في توكيو، اليابان وأنتصر على أوينز ليربح بطولة إن إكس تي. بالور أنتصر على أوينز في مباراة سلالم بعرض أن أكس تي تايك أوفر: بروكلين في 22 أغسطس. بالور بعدها دخل في دورة داستي رودز للفرق الزوجية في أغسطس متعاون مع ساموا جو منتصرين على ذا لوتشا دراغونز (سين كارا وكاليستو) في الجولة الأولى، إينزو آموري وبيق كاس في الربع النهائي، داش والدر وسكوت داوسون في النصف النهائي وبارون كوربن وراينو في النهائي بعرض أن أكس تي تايك أوفر: ريسبكت ليربحوا الدورة. بعد مباراته على البطولة أمام أبولو كروز، ساموا جو أنقلب وهاجم بالور، مما أشعل العداوة بينهم. في أن أكس تي تايك أوفر: لندن، بالور أنتصر على جو ليستعيد البطولة. في 1 أبريل بعرض أن أكس تي تايك أوفر: دالاس، بالور أستعاد البطولة في مباراة امام جو. في 17 أبريل، بالور أصبح أطول شخص يحمل بطولة إن إكس تي في التاريخ حين تخطى رقم أدريان نيفل بمعدل 287 يوم. في 21 أبريل، بالور خسر بطول لصالح جو في مباراة بعرض محلي أقيم في لوويل، ماساتشوستس، منهيا مدة حمله للبطولة بمعدل 292 يوم. بعرض أن أكس تي تايك أوفر: ذا أند، بالور خسر لصالح جو في أول مباراة قفص حديدي في تاريخ أن أكس تي في مباراة إعادة على بطولة إن إكس تي، أيضا أول خسارة له في التايك أوفر، وأيضا أول خسارة له بشخصية «الشيطان». بالور صارع أخر مباراة له في أن أكس تي في 30 يوليو، متعاون مع شينسكي ناكامورا لينتصروا على بوبي رود وساموا جو.

#### بطل اليونيفرسل (2016)
في 19 يوليو، بالور تم نقله لقسم راو كخامس اختيار في أنتقلات دبليو دبليو إي لعام 2016. ظهر لأول مرة للقسم في 25 يوليو بعرض راو (عيد ميلاده ال35)، حين أنتصر في مباراة تحديد منافس سيث رولينز على بطولة يونيفرسل بعرض سمر سلام، منتصرا على روسيف وسيزارو وكيفن أوينز وأيضا أنتصر على رومان رينز الذي أنتصر في مباراة رباعية مشابها. بعرض سمر سلام، بالور أنتصر على سيث رولينز ليصبح بذلك أول بطل لبطولة يونيفرسل وأيضا يفوز بأول بطولة عالم له. بعدها، أعلن موقع دبليو دبليو إي أن بالور أصيب وألتوى كتفه خلال المباراة وأنه يتطلب عملية لأجل ذلك، التي كانت ناجحة. وبسبب ذلك، كان من المتوقع غياب بالور لمدة بين الأربعة إلى الستة شهور، ولذلك أعلن مدير عام عرض راو مايك فولي عبر تويتر أن بالور سيتخلى عن بطولته الذي فاز بها حديثا بطولة اليونيفرسل بسبب الأصابة. وخلال علاجه من الأصابة، بالور ظهر في عرض شبكة دبليو دبليو إي الخاص، عرض دورة بطولة دبليو دبليو إي للمملكة المتحدة.

#### عداوات مختلفة (2017-إلى الآن)
في 22 فبراير 2017، بالور عاد لأن أكس تي ليساعد شينسكي ناكامورا، الذي تمت مهاجمته من أندرادي«سين» ألماس وبوبي رود. في 10 مارس، بالور عاد مرة أخرى للحلبة في عرض محلي بمباراة فرق زوجية سداسية، متعاون مع كريس جيركو وسامي زين لينتصروا على كيفن أوينز وساموا جو وتربل إتش. بالور عاد للتلفاز بعد عرض راسلمينيا 33 في 3 أبريل بعرض راو، متعاون مع عدوه السابق سيث رولينز لينافسوا كيفن أوينز وساموا جو ونجحوا بالأنتصار. وخلال الأسابيع التالية، بالور حقق أنتصارات على جيندر ماهال وكيرت هوكينز مع أيضا تلقى تحذيرا من براي وايت وأيضا مواجهة زملائه السابقين في النادي لوك غالوس وكارل أندرسون. في 4 يونيو بعرض إكستريم رولز، بالور نافس في مباراة خماسية لتحديد المنافس الأول لبروك ليسنر على بطولة اليونيفرسل ضد كل من ساموا جو وبراي وايت وسيث رولينز ورومان رينز، الفائز في المباراة كان ساموا جو حين أجبر بالور على الأستسلام بحركة كوكينا كلتش.

## الحياة الشخصية
ديفيت لعب كرة القدم وكرة القدم الغالية عندما كان صغير ، قبل أن يقرر أنه يريد أن يصبح مصارع محترف. كان تلميذ في مدرسة ست. كرونان في براي. لديه حزام أسود من المستوى الأول في مصارعة الأستسلام. وخلال نموه ، ديفيت كان معجب بعرض وورلد أوف سبورت وأيضا بريتش بولدوغ وشون مايكلز وريك رود ومستر بيرفكت وكوكو بي واري وسافيو فيغا. ديفيت هو صديق مقرب للمصارع المحترف درو أونيكس. ديفيت هو جامع لألعاب ليغو وقارى كتب رسوم متحركة ، وكان يرتدي طلاء وجه وطلاء جسم إلى الحلبة مستوحاة من شخصيات كتب الرسوم المتحركة. وهو مشجع لفريق كرة القدم الأنجليزي توتنهام هوتسبير.

## في المصارعة
- الضربة القاضية
  - كـ فين بالور
    - 1916 (دي دي تي)

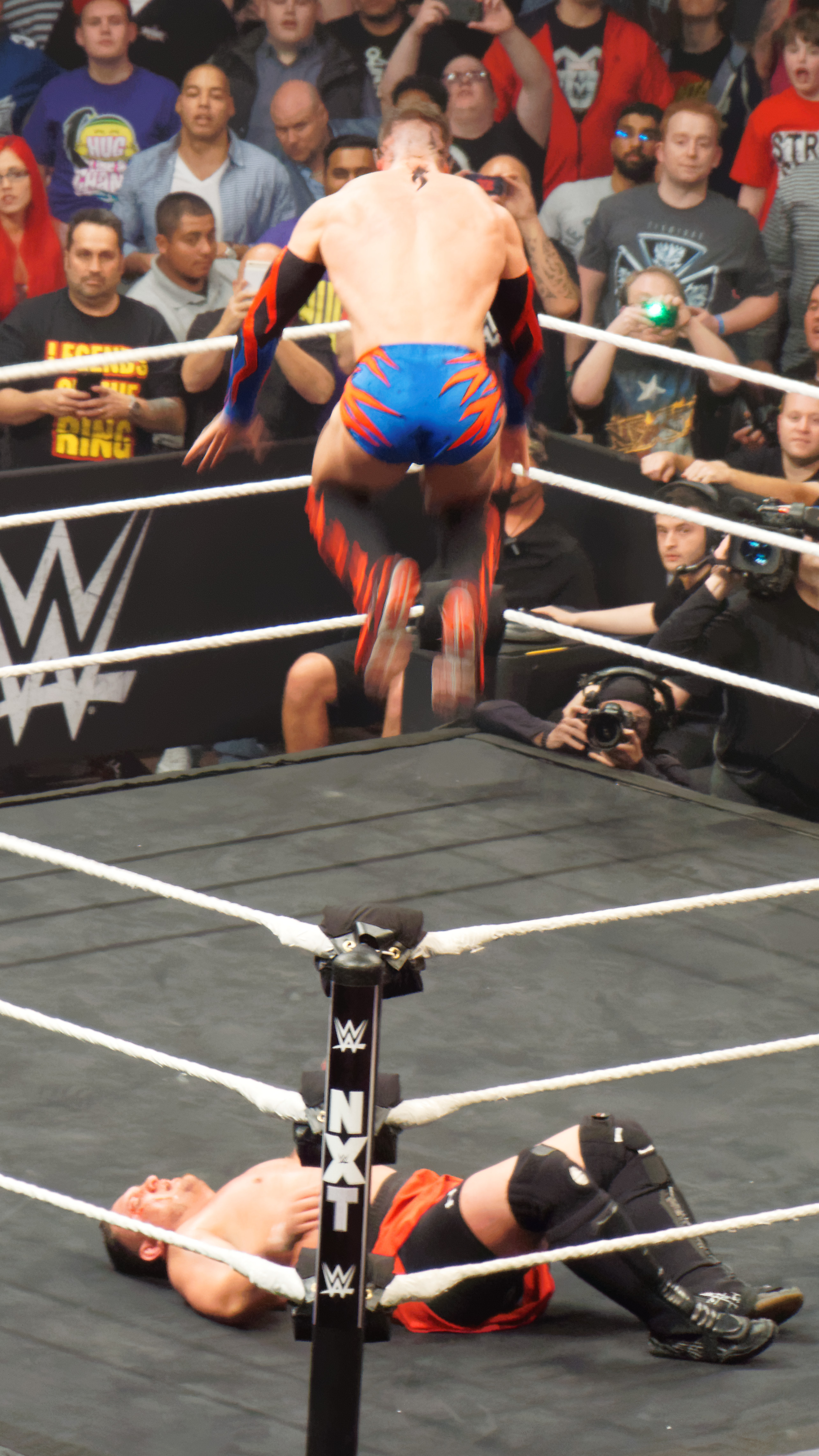
بالور ينفذ حركة كوب دي قريب على ساموا جو.

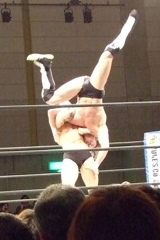
ديفيت ينفذ بلودي صنداي على كيني أوميغا.

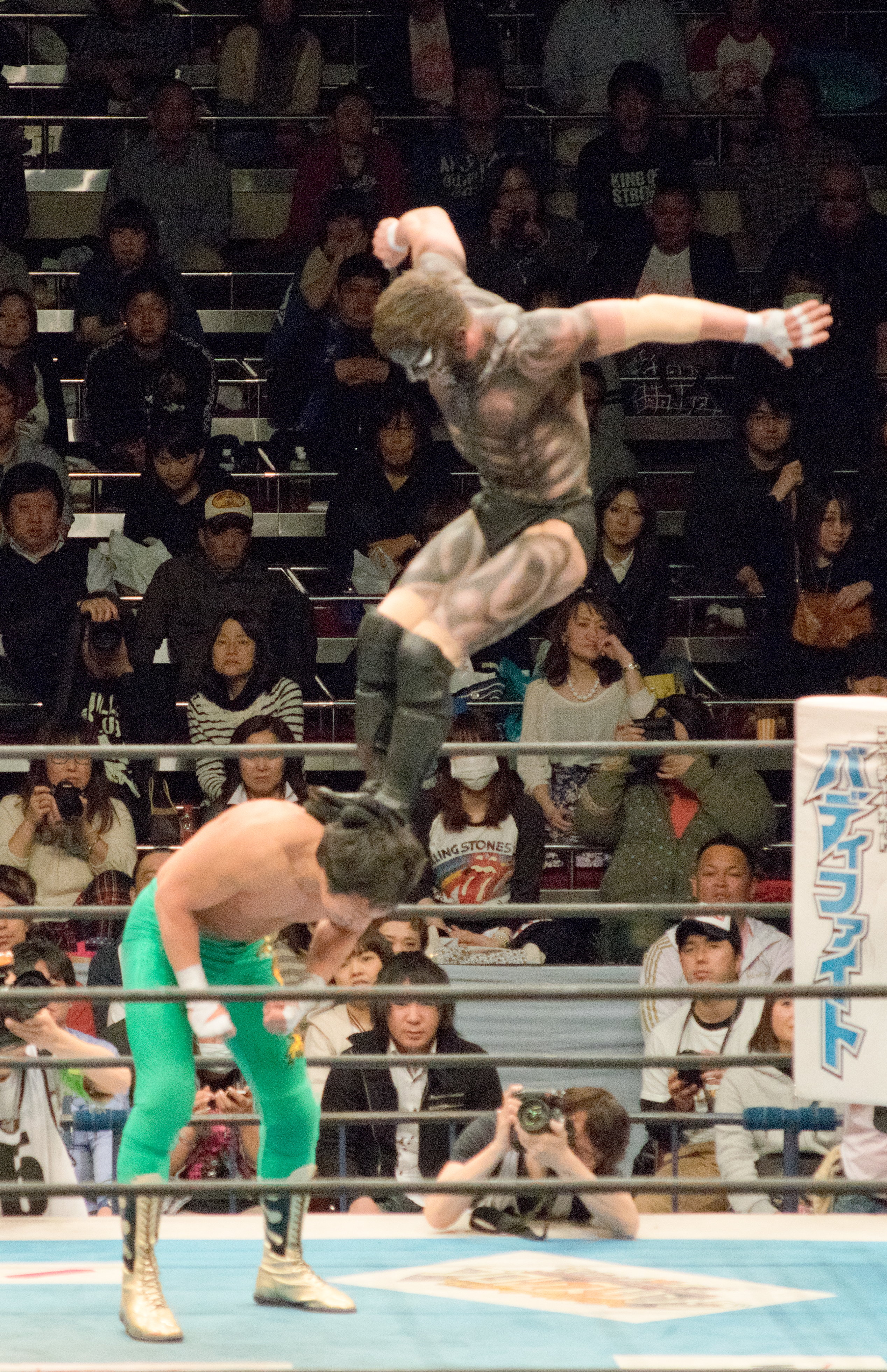
بالور ينفذ ديفينق فوت ستمب على ريوسكي تاقوشي.

    - كوب دي قريس (ديفينق دبل فوت ستمب)

  - كـ برينس ديفيت
    - بلودي صنداي (دي دي تي)
    - ديفيت أند
    - برينس ثرون
    - ريفرس بلودي صنداي
    - شينقاتا برينس ثورن
- حركات معروف بها
  - كـ فين بالور
    - ديفينق دبل ستومب
    - مولتبل كيك
      - بيسباول سليد
      - دروب
      - أنزوغيري
      - بيلي كيك
      - فوتبول

    - ريفرس 1916
    - سلينق بليد
    - سواسايد

  - كـ برينس ديفيت
    - براينبستر
    - ديفينق دبل فوت ستمب
    - دريمكاست
    - أوفرهيد كيك
    - سوسايد سومرسولت سينتون
- ألقابه
  - كـ فين بالور
    - «ذا ديمن (كينق)» (الملك الشيطان)
    - «ذا أكسترادونري مان» (الرجل الغير عادي)

  - كـ برينس ديفيت
    - «أيرش كابتر»
    - «أيرش يونق قن»
    - «ريل روك أن رولا»
    - «ريل شوتر»
- أغاني الدخول
  - نيو جابان برو رسلينق
    - «جمب (دي جي باور ميكس)» من قبل أسكيمو (2006)
    - «وين ذا صن قوز داون» من قبل أركتك مونكيز (2007)
    - «يوأر ذا بيست» من قبل جوي أسبوسيتو (2008–2013)
    - «ريل روك أند رولا» من قبل يونسوكي كيتامورا (2013-2014)
    - «لاست شانس سالون» من قبل ديفيانت ونايفي تيد (2013-2014) كجزء من البولت كلوب
    - «ريل روك أند رولا (بريكنق بوينت)» من قبل يونسوكي كيتامورا (2014) نسخة توكيو دوم

  - دبليو دبليو إي
    - «كاتش يور بريث» (6 نوفمبر 2014 إلى الآن : يستخدمها بشخصية الملك الشيطان) من قبل CFO$
    - «كاتش يور بريث (ريمكس)» (16 ديسمبر 2015 إلى الآن) من قبل CFO$

## المصارعين الذي دربهم
- بيكي لينش
- ادم ابز
- أندرو باترسن
- أستون فرينشرش أي في
- بونيساو مكقراو
- براين روشي
- داميان أوكونور
- جوردن ديفلن
- جستن شيب
- أل أيه وارن
- فيلي ذا كيد
- شون برينان
- شون ساوث
- توكر

## البطولات والإنجازات
- أميركان رسلينق رودشو
  - بطولة رسلينق أيه أي (مرة واحدة)
- كونسيخو مونديال دي لوتشا ليبري

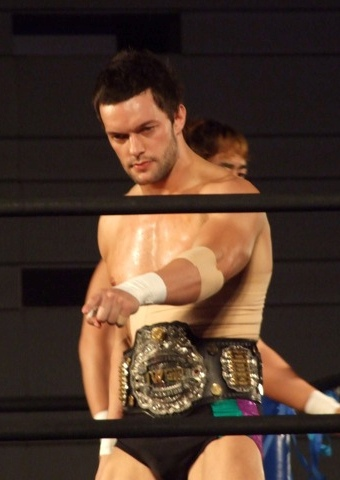
ديفيت هو بطل ثلاث مرات لبطولة IWGP للوزن المتوسط.

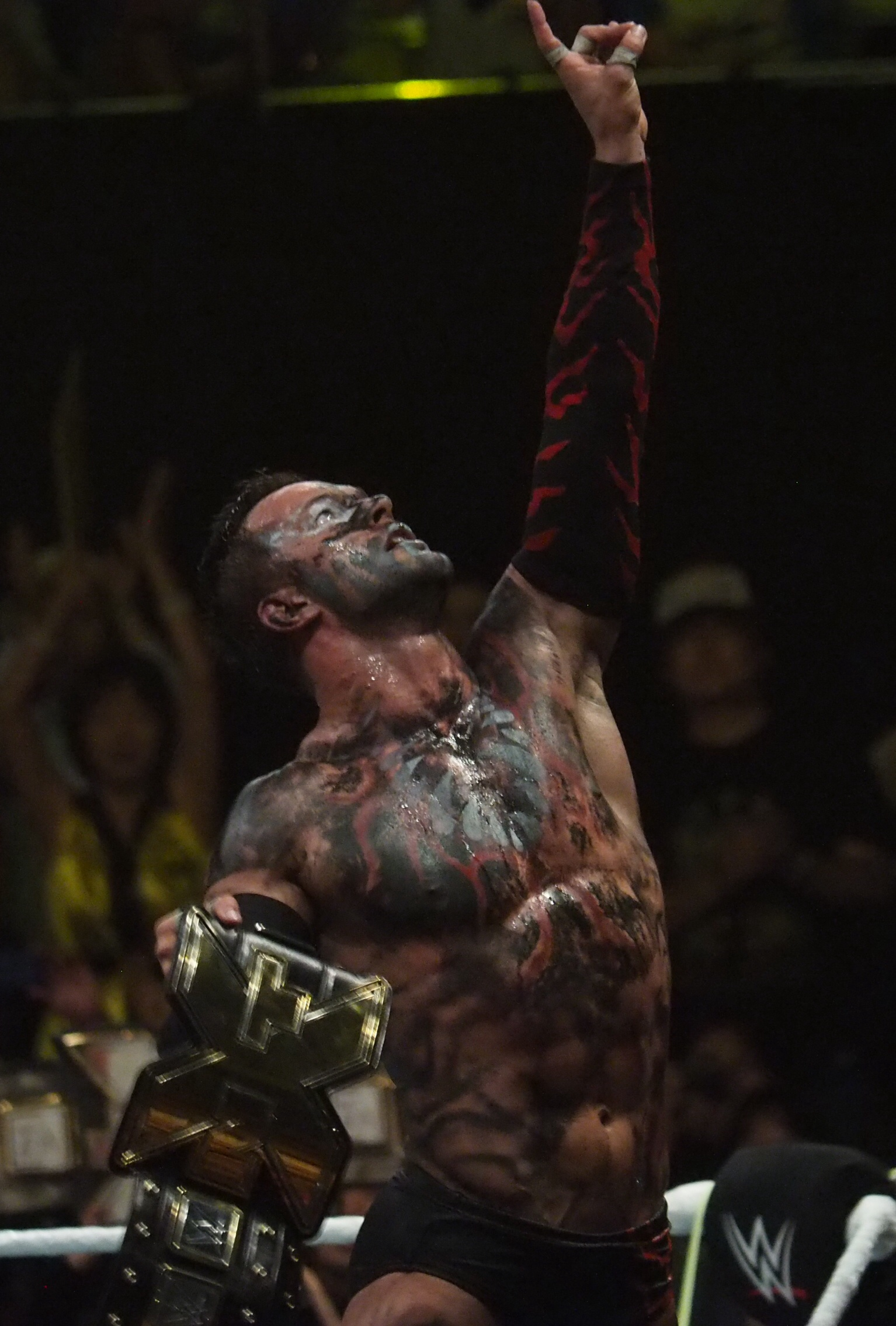
بالور هو بطل سابق وأطول بطل حمل بطولة إن إكس تي.

  - بطولة NWA العالم التاريخي للوزن المتوسط (مرة واحدة)
- أنساين شامبيونشيب رسلينق
  - بطولة ICW زيرو-جي (مرة واحدة)
- كاينتاي دوجو
  - أفضل مباراة فرق زوجية (2010) مع ريوسكي تاقوشي ضد ماكوتي أوشي وشيوري أساهي
- نيو جابان برو رسلينق
  - بطولة IWGP للوزن المتوسط (ثلاث مرات)
  - بطولة IWGP لفرق الوزن المتوسط الزوجية (6 مرات) - مع مينورو (2)، ريوسكي تاقوشي (4 مرات)
  - دورة بيست أوف سوبر جونيورز (2010, 2013)
  - دورة جي سبورتس كرون للفرق الثلاثية (وزن مفتوح) (2010, 2011) - مع ريوسكي تاقوشي وهيروكي قوتو
- NWA UK هامرلوك
  - بطولة NWA بريتش كومونويلث للوزن الثقيل (مرتان)
- مجلة برو رسلينق أليستريتد
  - تم تصنيفه في المرتبة 3# في قائمة أفضل 500 مصارع لهذا العام (2016)
- ريفلوشن برو رسلينق
  - بطولة بريتش للوزن المتوسط (مرة واحدة)
- رولينق ستون
  - مصارع أن أكس تي لهذا العام (2015)
- توكيو سبورتس
  - جائزة أفضل نزال (2010) مع ريوسوكي تاقوشي ضد كوتا إيبوشي وكيني أوميغا
- دبليو دبليو إي
  - بطولة يونيفرسل (مرة واحدة)
  - بطولة القارات (مرتين)
- دبليو دبليو إي إن إكس تي
  - بطولة إن إكس تي (مرة واحدة)
  - دورة داستي رودز للفرق الزوجية (2015) مع ساموا جو
  - دورة تحديد المنافس الأول على بطولة إن إكس تي
  - جوائز نهاية العام (مرتان)
    - المنافس الذكر لهذه السنة (2015)
    - المنافس العام لهذه السنة (2015)

## وصلات خارجية
- فين بالور على موقع IMDb (الإنجليزية)
- فين بالور على موقع قاعدة بيانات الفيلم (الإنجليزية)
- فين بالور على موقع دبليو دبليو إي (الإنجليزية)
- فين بالور على موقع CageMatch worker (الإنجليزية)
- فين بالور على موقع قاعدة بيانات المصارعة على الإنترنت (الإنجليزية)
- فين بالور على موقع عالم المصارعة على الإنترنت (الإنجليزية)
- فين بالور على موقع عالم المصارعة على الإنترنت (الإنجليزية)

- فين بالور في دبليو دبليو إي دوت كوم